# Tim Smyczek
Tim Smyczek (* 30. Dezember 1987 in Milwaukee, Wisconsin) ist ein ehemaliger US-amerikanischer Tennisspieler.

## Leben und Karriere

### 2002–2005: Juniorenkarriere
Tim Smyczek begann im Alter von drei Jahren mit dem Tennisspielen. Seit 2002 trat er regelmäßig bei internationalen Juniorenturnieren an. Im Laufe seiner Juniorenkarriere erreichte er mehrere Finals und konnte einen Titel gewinnen. Sein bestes Abschneiden bei Grand-Slam-Turnieren war das Erreichen des Halbfinals in Wimbledon 2005.

### 2002–2007: Erste Erfolge bei Future-Turnieren
Schon 2002 trat Tim Smyczek erstmals in der Qualifikation für ein Future-Turnier an. Es dauerte jedoch bis Ende 2004, bis er erstmals ein Future-Hauptrundenmatch gewinnen konnte und somit erstmals in der Tennisweltrangliste geführt wurde. 2006 konnte er dann schließlich seinen ersten Titel gewinnen, zudem erreichte er in diesem Jahr zwei weitere Future-Halbfinals, und konnte bei seinem Challenger-Debüt in Yuba City den Top-200-Spieler Rajeev Ram besiegen. Im Jahr 2007 blieb Smyczek ohne Titel, sein bestes Resultat war das Erreichen eines Future-Finals.

### 2008–2009: ATP-Debüt und erstes Challenger-Finale
Im Februar 2008 konnte sich Tim Smyczek in San José erstmals für das Hauptfeld eines ATP-Turniers qualifizieren. Er verlor jedoch sein Debüt gegen den Top-100-Spieler Mardy Fish, mit dem er seitdem regelmäßig trainiert. Im weiteren Jahresverlauf erreichte Smyczek ein Future-Finale und konnte sich zudem vermehrt auch bei Challenger-Turnieren durchsetzen. So erreichte er dort ein Halbfinale sowie ein Viertelfinale. Für weitere ATP-Turniere konnte er sich in diesem Jahr nicht mehr qualifizieren, so schied er unter anderem bei den US Open wie schon 2005 und 2006 in der ersten Qualifikationsrunde aus. Dennoch beendete er erstmals ein Jahr in den Top 400 der Weltrangliste. Der nächste größere Erfolg gelang Tim Smyczek dann im Juni 2009 beim Challenger-Turnier in Winnetka, wo er als Qualifikant bis ins Finale durchmarschierte und dabei unter anderem den Top-200-Spieler Donald Young besiegte, bevor er im Finale gegen Alex Kuznetsov verlor. In den folgenden Monaten erreichte er noch ein Challenger-Halbfinale und ein Viertelfinale, die Qualifikation zu einem ATP-Turnier blieb ihm jedoch in diesem Jahr verwehrt.

### 2010: Erster ATP-Matchgewinn und Grand-Slam-Debüt
Dies gelang Tim Smyczek dann schließlich im Februar 2010 wie schon zwei Jahre zuvor in San José, er verlor jedoch in der ersten Hauptrunde gegen Benjamin Becker. Auch einen Monat später beim Indian Wells Masters verlor er als Qualifikant in der ersten Hauptrunde knapp gegen den ehemaligen Weltranglistenersten Carlos Moyá. Im März 2010 stand Smyczek in Rimouski zum zweiten Mal in seiner Karriere in einem Challenger-Finale, er verlor jedoch erneut, diesmal gegen Rik De Voest. Im Juni 2010 erreichte er wie schon im Vorjahr das Finale in Winnetka, doch auch diesmal ging er gegen Brian Dabul als Verlierer vom Platz. Im Juli 2010 gelang Tim Smyczek dann sein bislang größter Erfolg: Beim ATP-Turnier in Los Angeles gewann er als Qualifikant gegen den Top-100-Spieler Teimuras Gabaschwili sein erstes ATP-Match. In der zweiten Runde gegen den Weltranglistenvierten Andy Murray konnte Smyczek zwar einen Satz gewinnen, verlor das Match jedoch in drei Sätzen gegen den späteren Finalisten. Im August 2010 erreichte Smyczek bei den USTA US Open Wildcard Playoffs das Finale und setzte sich dort in seinem ersten Best-of-Five-Match in drei Sätzen gegen Ryan Harrison durch, wodurch er sich eine Wildcard für die US Open 2010 sicherte. Bei seinem Grand-Slam-Debüt traf er dann in der ersten Runde auf den an Position 26 gesetzten Thomaz Bellucci, gegen den er in drei Sätzen ausschied. Nachdem er im September noch ein Challenger-Halbfinale erreicht hatte, beendete Smyczek erstmals ein Jahr in den Top 200 der Weltrangliste.

### 2011: Erstes ATP-Viertelfinale und Challenger-Titel
Anfang 2011 verpasste Tim Smyczek die Qualifikation für die Australian Open. Im Februar 2011 bekam er für das ATP-Turnier in San José eine Wildcard. Nach einem Erstrundensieg über Robert Farah setzte er sich in der zweiten Runde in drei Sätzen gegen den an Position 8 gesetzten Kei Nishikori durch und erreichte dadurch sein erstes ATP-Viertelfinale. Dort schied er jedoch in zwei knappen Sätzen gegen den Top-20-Spieler Gaël Monfils aus. In der Weltrangliste verbesserte er sich durch diesen Erfolg auf Position 158, seine bislang beste Platzierung. Einen Monat später konnte Tim Smyczek beim Masters-Turnier in Indian Wells nach erfolgreicher Qualifikation mit Illja Martschenko erneut einen Top-100-Spieler besiegen. In der zweiten Runde hatte er gegen den an Position 32 gesetzten Philipp Kohlschreiber bereits drei Matchbälle, konnte diese jedoch nicht verwandeln und verlor das Match letztendlich im Tie-Break des dritten Satzes. Nachdem er in Houston als Qualifikant gegen späteren Turniersieger Ryan Sweeting in der ersten Runde ausgeschieden war, setzte sich Tim Smyczek Ende April 2011 im Finale der USTA French Open Wildcard Playoffs in vier Sätzen gegen Donald Young durch, und gewann somit eine Wildcard für sein zweites Grand-Slam-Turnier. Bei seinem French-Open-Debüt verlor er jedoch schon in der ersten Hauptrunde gegen den späteren Viertelfinalisten Juan Ignacio Chela. Nachdem er bei den ATP-Turnieren im Londoner Queen’s Club und in Atlanta in der Qualifikation gescheitert war, konnte sich Smyczek im Juli 2011 in Los Angeles und Washington für das Hauptfeld qualifizieren, schied dort jedoch jeweils in der ersten Runde aus. Das restliche Jahr verlief ohne weitere Höhepunkte für Smyczek.

### Ab 2012: Titelsiege auf der Challenger Tour
Zu Beginn des Jahres 2012 scheiterte Smyczek nur knapp in der letzten Qualifikationsrunde der Australian Open. Nachdem er im Februar 2012 in San José als Qualifikant knapp in der ersten Runde verloren hatte, konnte er sich zwei Wochen später in Delray Beach in der ersten Runde gegen den Top-20-Spieler Jürgen Melzer durchsetzen, der zuvor gerade das Turnier von Memphis gewonnen hatte. In der zweiten Runde schied Smyczek dann aber gegen den an Position 8 gesetzten Bernard Tomic aus. Anfang März 2012 gelang ihm beim Indian Wells Masters wie schon in den beiden Vorjahren die erfolgreiche Qualifikation fürs Hauptfeld, gefolgt von einer Erstrundenniederlage. Im April 2012 erreichte Smyczek unter anderem durch einen Sieg über den Top-100-Spieler Igor Kunizyn in Tallahassee zum vierten Mal in seiner Karriere ein Challenger-Finale. Dort profitierte er nach dem Gewinn des ersten Satzes von der verletzungsbedingten Aufgabe seines Gegners Frank Dancevic und gewann somit seinen ersten Titel. Im November folgte der zweite Turniersieg in Champaign, als er Jack Sock im Finale in drei Sätzen besiegte. In der Saison darauf gewann Smyczek die Einzelkonkurrenz in Knoxville sowie mit Steve Johnson die Doppelkonkurrenz in Charlottesville. Auf der World Tour gelang ihm zudem mit Rhyne Williams der Finaleinzug im Doppel in Newport. Nach dem Gewinn des ersten Satzes glichen Nicolas Mahut und Édouard Roger-Vasselin im zweiten Satz aus und gewannen die Partie durch ein 10:5 im Match-Tie-Break. Bei den US Open erreichte er die dritte Runde, das beste Abschneiden bei einem Grand-Slam-Turnier in seiner Karriere.
Erst 2015 gelangen Smyczek auf der Challenger Tour wieder Turniersiege: er sicherte sich im Einzel Titelgewinne in Dallas und Tiburon. Aufgrund seiner Erfolge erreichte er in dieser Saison auch mit Rang 68 zum 6. April seinen Karrierebestwert in der Weltrangliste. Seinen sechsten und siebten Turniersieg auf der Challenger Tour sicherte sich Smyczek im November 2017 in Charlottesville und Champaign. Nachdem er sich lange, mit kurzzeitigen Ausnahmen, in den Top 200 gehalten hatte, fiel Smyczek im Frühjahr 2019 durch Verletzung in der Weltrangliste zurück. Kurz darauf kündigte er sein Karriereende an, seinen letzten Auftritt hatte er bei den US Open 2019 im Doppel.

## Erfolge
| Legende (Anzahl der Siege)  |
| Grand Slam                  |
| ATP World Tour Finals       |
| ATP World Tour Masters 1000 |
| ATP World Tour 500          |
| ATP World Tour 250          |
| ATP Challenger Tour (9)     |

### Einzel

#### Turniersiege
| Nr. | Datum             | Turnier         | Belag         | Finalgegner      | Ergebnis        |
| --- | ----------------- | --------------- | ------------- | ---------------- | --------------- |
| 1.  | 7. April 2012     | Tallahassee     | Hartplatz     | Frank Dancevic   | 7:5 aufgg.      |
| 2.  | 17. November 2012 | Champaign (1)   | Hartplatz (i) | Jack Sock        | 2:6, 7:61, 7:5  |
| 3.  | 10. November 2013 | Knoxville       | Hartplatz (i) | Peter Polansky   | 6:4, 6:2        |
| 4.  | 8. Februar 2015   | Dallas          | Hartplatz (i) | Rajeev Ram       | 6:2, 4:1 aufgg. |
| 5.  | 4. Oktober 2015   | Tiburon         | Hartplatz     | Denis Kudla      | 1:6, 6:1, 7:67  |
| 6.  | 5. November 2017  | Charlottesville | Hartplatz (i) | Tennys Sandgren  | 6:75, 6:3, 6:2  |
| 7.  | 18. November 2017 | Champaign (2)   | Hartplatz (i) | Björn Fratangelo | 6:2, 6:4        |

### Doppel

#### Turniersiege
| Nr. | Datum            | Turnier         | Belag         | Partner          | Finalgegner                  | Ergebnis         |
| --- | ---------------- | --------------- | ------------- | ---------------- | ---------------------------- | ---------------- |
| 1.  | 27. April 2008   | Baton Rouge     | Hartplatz     | Phillip Simmonds | Ryan Harrison Michael Venus  | 2:6, 6:1, [10:4] |
| 2.  | 3. November 2013 | Charlottesville | Hartplatz (i) | Steve Johnson    | Jarmere Jenkins Donald Young | 6:4, 6:3         |

#### Finalteilnahmen
| Nr. | Datum         | Turnier | Belag | Partner        | Finalgegner                          | Ergebnis          |
| --- | ------------- | ------- | ----- | -------------- | ------------------------------------ | ----------------- |
| 1.  | 15. Juli 2013 | Newport | Rasen | Rhyne Williams | Nicolas Mahut Édouard Roger-Vasselin | 7:64, 2:6, [5:10] |